# Khánh Yên
Khánh Yên là thị trấn huyện lỵ của huyện Văn Bàn, tỉnh Lào Cai, Việt Nam.

## Địa lý
Thị trấn Khánh Yên có vị trí địa lý:
- Phía tây giáp xã Làng Giàng
- Các phía còn lại giáp xã Khánh Yên Thượng.

Thị trấn Khánh Yên có 1.559 hộ với 5.607 người. Thành phần các dân tộc trên địa bàn thị trấn gồm 11 dân tộc: Kinh, Tày, Mông, Dao, Dáy, Xá Phó, Thái, Mường, Nùng, Hoa và dân tộc Hà Nhì. Tổng diện tích của xã là 750 ha, trong đó có 168,16 ha đất nông nghiệp, diện tích lúa nước là 48,42 ha và diện tích đất lâm nghiệp có rừng đạt 274,9 ha.
Theo thống kê năm 2019, thị trấn Khánh Yên có diện tích 7,50 km², dân số là 6.609 người, mật độ dân số đạt 881 người/km².

## Hành chính
Thị trấn Khánh Yên được chia thành 20 tổ dân phố.

## Lịch sử
Ngày 8 tháng 3 năm 2024, UBND tỉnh Lào Cai ban hành Quyết định số 431/QĐ-UBND về việc công nhận đô thị Khánh Yên là đô thị loại V.